# Фартук

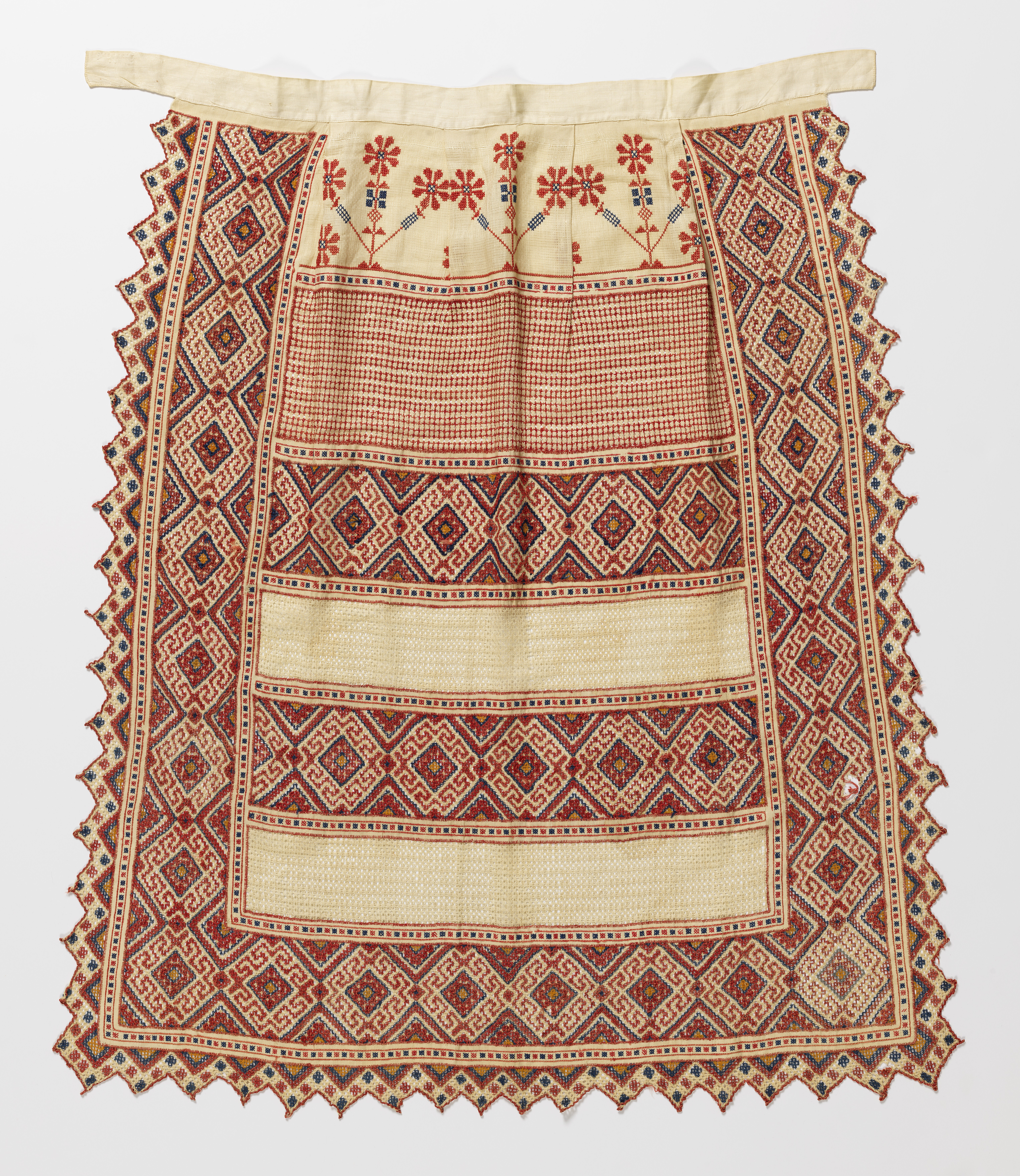
Льняной фартук с вышивкой. Россия. XIX век. Экспонат Национального музея дизайна Смитсоновского института

Фа́ртук (от нем. Vortuch, пол. fartuch) (или передник, иногда подол) — предмет одежды, предназначенный для защиты от грязи.

## История фартука
Фартук известен с Древнего Египта в виде примитивной драпировки, которую мужчины, стоящие на государственной службе, прикрепляли к поясу из узкой полоски кожи или сплетённых (связанных) тростниковых стеблей. В далёком прошлом, в России фартук считался не просто предметом одежды для женщин, но даже неким украшением. Фартук также считался истинным символом плодородия, его использовали в различных церемониях и носили все женщины. Во время отпуска и выходных мамы носили своих маленьких детей завёрнутыми в фартук, — это считалось хорошей приметой и пожеланием долгой и счастливой жизни.
В день свадьбы на пороге нового дома новобрачных, как правило, лежал передник, а прохождение по нему считалось символом успеха и процветания. Перед посевом пшеницы, фартук заполняли зерном и завязывали по углам, — это предвещало обильный урожай. В настоящее время таких традиций не существует.
Функционально различаются:
- фартук домохозяйки
- фартук повара
- фартук официанта
- фартук парикмахера
- фартук кузнеца

Кухонный фартук — настенная панель, закрывающая пространство между поверхностью рабочего стола и плиты и настенными шкафами.

## Школьная форма
Фартук — часть формы гимназисток в Российской империи и советской школьной формы девочек: чёрный фартук — для ежедневной формы, белый фартук — часть праздничной формы. Школьный фартук обычно состоит из самого фартука и пришитых к его поясу бретелей. Иногда фартук дополнен «грудкой», которая пришивается к поясу и бретелям. В настоящее время фартук присутствует не во всех школах.

## Масонский фартук (запон)

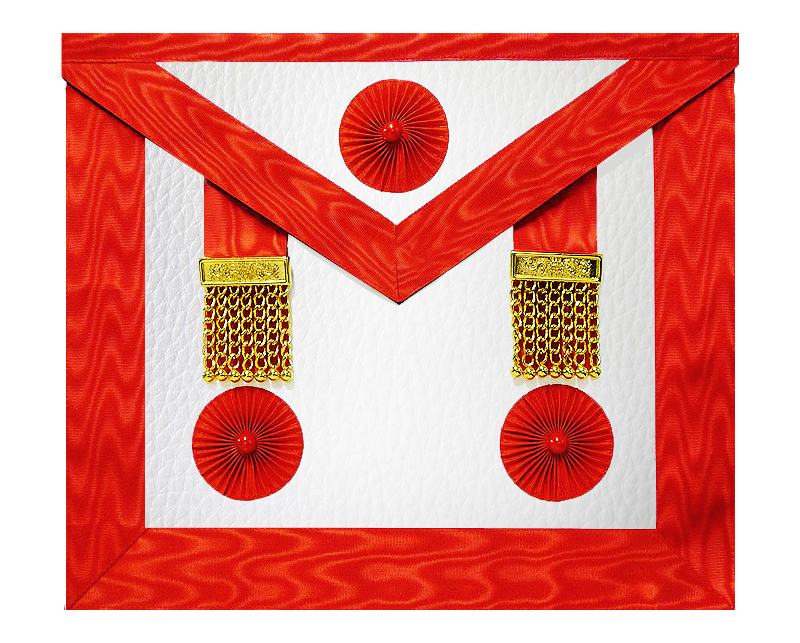
Древний и принятый шотландский устав

Масонский фартук (запон) — один из самых главных символов в масонстве, а также ритуальный предмет и атрибут масонских регалий. Изначально это фартук строителя (вольного каменщика) — крайне незатейливый и лишённый всяческих украшений. Позже был заменён на белую овечью шкуру (белый кожаный фартук), каковым и является в наше время. Каждый посвящённый в масоны получает белый фартук, который он должен носить в ложе.